# Bock (Minnesota)
Bock es una ciudad ubicada en el condado de Mille Lacs en el estado estadounidense de Minnesota. En el Censo de 2010 tenía una población de 106 habitantes y una densidad poblacional de 280,32 personas por km².

## Geografía
Bock se encuentra ubicada en las coordenadas 45°47′3″N 93°33′10″O / 45.78417, -93.55278. Según la Oficina del Censo de los Estados Unidos, Bock tiene una superficie total de 0.38 km², de la cual 0.38 km² corresponden a tierra firme y (0%) 0 km² es agua.

## Demografía
Según el censo de 2010, había 106 personas residiendo en Bock. La densidad de población era de 280,32 hab./km². De los 106 habitantes, Bock estaba compuesto por el 96.23% blancos, el 0% eran afroamericanos, el 0% eran amerindios, el 1.89% eran asiáticos, el 0% eran isleños del Pacífico, el 0.94% eran de otras razas y el 0.94% pertenecían a dos o más razas. Del total de la población el 1.89% eran hispanos o latinos de cualquier raza.